# Latvijas Basketbola Līga 2. divīzija
La Latvijas Basketbola Līga 2. divīzijās è il secondo livello del campionato lettone di pallacanestro.